# Lobocheilos fowleri
Lobocheilos fowleri är en fiskart som först beskrevs av Pellegrin och Chevey, 1936.  Lobocheilos fowleri ingår i släktet Lobocheilos och familjen karpfiskar. Inga underarter finns listade i Catalogue of Life.